# Vahan Térian
Vahan Térian (en arménien Վահան Տէրեան), né Vahan Ter-Grigorian le 28 janvier 1885 à Gandza (aujourd'hui en Géorgie) et mort en 7 janvier 1920 à Orenbourg, est un poète et homme politique arménien.

## Biographie
Vahan Térian naît dans une famille de religieux, le 28 janvier 1885 à Gandza, où son père, passionné de Léon Tolstoï, est curé dans un petit village non loin d'Akhalkalaki en Géorgie, dans la province historique du Djavakhk. Ce père à la forte personnalité a sans doute une grande influence sur le futur poète, car très actif dans les domaines spirituel et social, il est aussi un paysan vigoureux qui sème et moissonne. Sa mère qui « souvent s'attristait et pleurait » selon Kamtchar Grigorian, est une femme sensible et mélancolique. Après son enfance passée dans une nature aux « paysages féériques », selon ses dires, il achève ses études primaires.
Térian part en 1887 pour Tiflis (Tbilissi) où étudient déjà ses frères aînés. Le futur poète apprend le russe avec ses frères avant d'entrer au séminaire Lazarian de Moscou en 1899. Il y étudie le russe, le français, le latin, l'arménien classique et moderne ainsi que les œuvres littéraires mondiales, classiques et contemporaines. Son professeur de poésie est Der Langen, d'origine néerlandaise, consul à Moscou, c'est lui qui l'initie au symbolisme, à Alexandre Blok et à Valéry Brioussov. Là, il fait la connaissance de Poghos Makintzian, d'Alexandre Miasnikian et de Tzolak Khanzadian, toutes personnalités liées et engagées dans des milieux révolutionnaires, et traduit Charles Baudelaire en arménien.
En 1906, il termine son apprentissage au séminaire, puis entre à l'université de Moscou où il s'inscrit en histoire et en linguistique. Mais peu de temps après, il est arrêté et jeté en prison, à la prison Boutyrka de Moscou pour ses actions révolutionnaires. Entre-temps, en 1908, à Tiflis, est publié son recueil de poèmes Illusions du crépuscule ou Rêves Crépusculaires qui est chaleureusement reconnu et célébré par les lecteurs et les critiques. Il apporte ainsi un souffle nouveau à la poésie arménienne orientale et nombreux sont ceux qui l'imitent. La poésie est alors dominée par Hovhannès Toumanian et Avetik Issahakian. Un nouveau recueil de poésies est publié en 1912. Seul le premier verra le jour, le second demeurera inachevé.
En 1913, il part pour Saint-Pétersbourg, où il étudie la philologie à l'Université des langues orientales, et devient l'ami de Maxime Gorki ; ensemble, ils publient une anthologie de la littérature arménienne. Il étudie l'arabe, le persan et le géorgien.
Il devient une des figures de proue de l'almanach littéraire Garoun, (Le printemps). Ce titre de revue sera repris par Missak Manouchian pour l'une de ses revues éditées en France. En 1915, le journal Mchak (« laboureur ») publie la série de poèmes patriotiques Pays Naïri.
En 1916 paraît un recueil de poèmes (en arménien : Yerkir Naïri), avec Naïri, mot assyrien utilisé à la place d'« Arménie » (ce que fera également Yéghiché Tcharents en 1923). Il aide les déplacés et les rescapés du génocide de 1915, allant d'une ville à l'autre de la Russie. Cette année est terrible pour Vahan Térian, car il est gravement atteint par la tuberculose. Dans un premier temps, il se soigne dans un sanatorium de Soukhoumi, sur la mer Noire, puis retourne dans son montagnard village natal d'Akhalkalaki, mais en vain.
À partir de 1917, il participe activement à la révolution bolchévique, puis, à la guerre civile. Il est un des acteurs de la négociation du Traité de Brest-Litovsk, mandaté par Lénine. Il s'occupe des affaires arméniennes et prépare un mémorandum sur cette question, élabore même un projet de décret à propos de l'Arménie occidentale.
En 1919, en tant que membre du Comité central exécutif russe, il reçoit l'ordre de partir au Turkestan (aujourd'hui, les républiques de l'Asie centrale), mais il sera obligé de rester à Orenbourg en raison de son état de santé qui rapidement se détériore. Il décède dans la même ville, le 7 janvier 1920. Or, cet homme entreprenant, tout comme l'était son père, n'avait que 34 ans.

## Poème
Ce poème, écrit au plus noir de 1915, pendant le génocide arménien, suscita à son époque, semble-t-il, de la part de Tcharents et de Toumanian, colère et polémique. Comment Vahan Térian pouvait-il se dire le dernier poète, ― « l'ultime » chanteur d'Arménie ? Aujourd'hui que les vents fous ont fini de hurler sur les montagnes, comme le disait Hovhannès Chiraz dans son célèbre poème, il prend une tout autre résonance. L'Arménie historique a disparu, le mont Ararat est en Turquie. On peut y lire métaphoriquement le destin d'un peuple qui, d'après le témoignage de l'un de ses poètes, a bien failli disparaître dans son intégralité. Cette poésie est lue et apprise dans les écoles, et l'œuvre entier de Térian est étudié dans les universités d'Arménie de nos jours : devoir de mémoire, acte de conscience et de vigilance pour tout un peuple.[non neutre]

« Est-ce moi le dernier poète ?

Dernier chanteur de mon pays.

Est-ce la mort ou le sommeil

Qui t'a pris, éclatant Naïri ?

Au pays en sang, le banni.

Ô Lumineux, je rêve de toi.

Et résonne comme une belle prière

Ta noble langue, langue de roi.

Toujours limpide, profonde et claire,

Elle résonne, transperce, se consume :

Ce sont tes roses-flammes éclatantes

Ou bien mes plaies, vives et brûlantes ?

― Vois ! Je t'appelle avec effroi !

Flamboie ! Illusion-Naïri !

Est-ce moi le dernier poète ?

Dernier chanteur de mon pays... »

— (traduction Élisabeth Mouradian et Serge Venturini)

## Œuvres
- Illusions du crépuscule, 1903-1908.
- Auréole en épines, 1905-1908.
- Nuit et souvenirs, 1908-1911.
- Conte en or (conte de fée), 1908-1911.
- Retour, 1911.
- Pays Naïri, 1915.
- Vahan Terian 1885-1920. Choix de poèmes, Ouvrage bilingue face-face, Traduction M. Arsenian, Édition Astrid, 1978.